# Miss Mondo 1968
Miss Mondo 1968, la diciottesima edizione di Miss Mondo, si è tenuta il 14 novembre 1969, presso il Royal Albert Hall di Londra. Il concorso è stato presentato da Michael Aspel. Penelope Plummer, rappresentante dell'Austrialia è stata incoronata Miss Mondo 1968.

## Risultati
| Risultato finale | Concorrente |
| ---------------- | --- |
| Miss Mondo 1968  | - Australia - Penelope Plummer |
| 2ª classificata  | - Regno Unito - Kathleen Winstanley |
| 3ª classificata  | - Israele - Miri Zamir |
| 4ª classificata  | - Colombia - Beatriz Sierra Gonzalez |
| 5ª classificata  | - Filippine - Arene Cecilia Amabuyok |
| Finaliste        | - Guyana - Adrienne Harris - Nicaragua - Margine Davidson Morales |
| Semifinaliste    | - Argentina - Viviana Roldan - Austria - Brigitte Krüger - Francia - Nelly Gallerne - Germania - Margot Schmalzriedt - Irlanda - June MacMahon - Jugoslavia - Ivona Puhlera - Svezia - Gunilla Friden - Thailandia - Pinnarut Tananchai |

## Concorrenti
- Argentina - Viviana Roldan
- Australia - Penelope Plummer
- Austria - Brigitte Krüger
- Bahamas - Rose Helena Dauchot
- Belgio - Sonja Doumen
- Brasile - Angela Carmelia Stecca
- Canada - Nancy Wilson
- Ceylon - Nilanthie Wijesinghe
- Cile - Carmen Smith
- Cipro - Diana Dimitropoulou
- Colombia - Beatriz Sierra Gonzalez
- Corea del Sud - Lee Ji-eun
- Costa Rica - Patricia Diers
- Danimarca - Yet Schaufuss
- Ecuador - Marcia Virginia Ramos Christiansen
- Filippine - Arene Cecilia Amabuyok
- Finlandia - Leena Sipilä
- Francia - Nelly Gallerne
- Germania - Margot Schmalzriedt
- Ghana - Lovell Rosebud Wordie
- Giamaica - Karlene Waddell
- Giappone - Ryoko Miyoshi
- Gibilterra - Sandra Sanguinetti
- Grecia- Lia Malta
- Guyana - Adrienne Harris
- India - Jane Coelho
- Irlanda - June MacMahon
- Israele - Miri Zamir
- Italia -  Maria Pia Gianporcaro
- Jugoslavia - Ivona Puhlera
- Kenya - Josephine Moikobu
- Liberia - Wilhelmina Nadieh Brownell
- Lussemburgo - Irene Siedler
- Malta - Ursulina (Lina) Grech
- Marocco - Zakia Chamouch
- Messico - Ana Maria Magaña
- Nicaragua - Margine Davidson Morales
- Nigeria - Foluke Ogundipe
- Norvegia - Hedda Lie
- Nuova Zelanda - Christine Mary Antunovic
- Paesi Bassi - Alida Grootenboer
- Perù - Ana Rosa Berninzon Devéscovi
- Regno Unito - Kathleen Winstanley
- Rep. Dominicana - Ingrid García
- Stati Uniti - Johnine Leigh Avery
- Sudafrica - Mitsianna Stander†
- Svezia - Gunilla Friden
- Svizzera - Jeanette Biffiger
- Thailandia - Pinnarut Tananchai
- Tunisia - Zohra Boufaden
- Turchia - Mine Kurkcuoglu
- Uganda - Joy Lehai
- Venezuela - Cherry Nuñez Rodriguez

### Ritiri
- Spagna - Maria Amparo Rodrigo Lorenza

### Non hanno partecipato
- Islanda - Helga Jonsdóttir
- Seychelles - Marie-France Lablache

### Squalifiche
- Libano - Lili Bissar (non aveva dichiarato la vera età)